# Вийкман, Андерс
Андерс Вийкман (швед. Anders Wijkman; род. 30 сентября 1944 года, Стокгольм, Швеция) — шведский политик. Член парламента Швеции (1971—1978 гг.), Депутат Европейского парламента (1999—2009). С 2012 года — сопредседатель Римского клуба.

## Биография
В 1967 году окончил Стокгольмский университет. Бакалавр политологии и экономики.
В 1971—1978 года — член Риксдага.
В 1979—1988 годах — генеральный секретарь Шведского Красного креста. Во время руководства организацией начал реализацию ряда проектов, в том числе, создание Центра по реабилитации жертв пыток, Центра профилактики ВИЧ / СПИДа, а также основные программы предотвращения стихийных бедствий в Восточной Африке. В 1981—1989 годах президент Комиссии Международного Красного Креста по ликвидации последствий стихийных бедствий.
В 1989—1991 годах — генеральный секретарь Шведского общества охраны природы.
В 1992—1994 годах — генеральный директор Шведского агентства по научному сотрудничеству с развивающимися странами.
В 1995—1997 годах — помощник Генерального секретаря Организации Объединённых Наций и директор по политике Программы развития ООН. В 1998 году — посол МИД Швеции.
В 1999—2009 годах — депутат Европейского парламента. Как член Европарламента, он сосредоточился на вопросах, связанных с изменением климата, энергетической политики, охраны окружающей среды и здоровья, развития сотрудничества и гуманитарным вопросам. Член Христианско-демократической партии Швеции. С 20 июля 1999 года по 13 июля 2009 года — член парламентской фракции Европейская народная партия (христианские демократы) и европейские демократы. С 21 июля 1999 года по 14 января 2002 года — член Комитета по промышленности, внешней торговле, науке и энергетике. С 22 июля 1999 года по 09 октября 1999 года — заместитель председателя Делегации в Парламентской комиссии по сотрудничеству и делегаций по связям с Украиной, Белоруссией и Молдавией. С 14 сентября 1999 года по 19 июля 2004 года — представитель от Европейского парламента в Объединённой Парламентской ассамблее Соглашения между странами Африки, Карибского бассейна и Тихого океана и Европейским Союзом. С 17 января 2002 года по 21 января 2002 года — член, а с 22 января 2002 года по 19 июля 2004 года — заместитель председателя Комитета по развитию и сотрудничеству. С 21 июля 2004 года по 13 июля 2007 года и с 15 января 2007 года по 13 июля 2009 года — член Комитета по охране окружающей среды, здравоохранению и безопасности пищевых продуктов. С 19 января 2006 года по 14 февраля 2007 года — член Временного комитета по расследованию предполагаемого применения европейских стран ЦРУ для перевозки и незаконного содержания под стражей заключённых. С 10 мая 2007 года по 4 февраля 2009 года — член Временного комитета по изменению климата.
Кроме того, занимал пост заместителя члена различных комитетов или комиссий, а именно:
1. С 21 июля 1999 года по 14 января 2002 года — заместитель члена Комитета по развитию и сотрудничеству
2. С 13 декабря 2000 года по 9 октября 2001 года — заместитель члена Временного комитета по генетике человека и других новых технологий в современной медицине.
3. С 17 января по 22 октября 2002 года — заместитель члена Комитета по промышленности, внешней торговле, науке и энергетике.
4. С 23 октября 2002 года по 19 июля 2004 года — заместитель члена Комитета по охране окружающей среды, здравоохранению и потребительской политике
5. С 22 июля 2004 года по 14 января 2007 года, с 31 января 2007 года 13 июля 2009 года — заместитель члена Комитета по развитию
6. С 15 сентября 2004 года по 13 марта 2007 года и с 14 марта 2007 по 13 июля 2009 года — заместитель члена Делегации по связям с Соединёнными Штатами Америки.

В 2002 году был Главой группы наблюдателей Европейского Союза на всеобщих выборах в Кении.
С 2010 года — старший советник Стокгольмского института окружающей среды и Линчёпингского университета. С 2011 года — председатель правительства Швеции в Целевой группа по пересмотру государственных закупок.
В январе 2015 года назначен Председателя шведского Межпартийного комитета по экологии.

## Членство в научных организациях
- С 2007 года — член правления Стокгольмской Центра экологического резильянса.
- С 2010 года — член правления Международного института окружающей среды в Лунде.
- С 2003 года — член правления Фонда Таллберга.
- С 2012 года — член правления Ассоциации Всемирного форума ресурсов.
- С 2008 года — член Консультативного совета Европейского фонда климата.
- С 1989 года — член Шведской королевской академии наук
- С 1993 года — член Шведской Королевской академии сельского и лесного хозяйства.
- С 1998 года — член Всемирной академии искусств и наук.

## Работа в Римском клубе
С 2007 года — вице-президент Римского клуба. С 2012 года — сопредседатель Римского клуба.

## Семья
Женат, имеет троих детей.